# Elatostema raapii
Elatostema raapii är en nässelväxtart som beskrevs av H. Schröter. Elatostema raapii ingår i släktet Elatostema och familjen nässelväxter. Inga underarter finns listade i Catalogue of Life.